# Vlag van Tubeke
De vlag van Tubeke is op onbekende datum bij raadsbesluit vastgesteld als de vlag van de Waals-Brabantse gemeente Tubeke. De vlag kan als volgt worden beschreven:
Twee even lange banen van geel en van rood met in het midden een tegengekleurde adelaar.
De vlag is gebaseerd met het gemeentewapen, maar met een kleinere adelaar.